# Acaena dimorphoglochin
Acaena dimorphoglochin é uma espécie de rosácea do gênero Acaena, pertencente à família Rosaceae.